# Vincent Warnier
Pour les articles homonymes, voir Warnier.
 Vincent Warnier, né le 14 octobre 1967 à Hayange (Moselle), est un organiste et improvisateur français, concertiste international, titulaire des grandes orgues de l'église Saint-Étienne-du-Mont de Paris et professeur d'orgue à l'École normale de musique de Paris.

## Biographie
Attiré très jeune par « ce côté mystérieux, ces sons sortis de nulle part » du « roi des instruments », comme il l'explique, Vincent Warnier commence sa formation musicale auprès de Raphaële Garreau de Labarre, titulaire des orgues de l'église Saint-Maximin de Thionville. Il poursuit ensuite ses études musicales au conservatoire de Strasbourg, dans la classe d'orgue de Daniel Roth et d'André Stricker, au conservatoire de Rueil-Malmaison, dans la classe de Marie-Claire Alain, et au Conservatoire national supérieur de musique de Paris, avec Michel Chapuis et Olivier Latry, où il a obtenu le Premier Prix en orgue.
En 1992, il se voit décerner le premier prix d'interprétation du Grand Prix de Chartres.
En 1995, il est organiste co-titulaire du temple protestant de l'Annonciation à Paris. Puis, en 1997, il devient organiste co-titulaire, avec Thierry Escaich, de l'église Saint-Étienne-du-Mont de Paris. La même année, il se voit confier le grand orgue de la cathédrale Notre-Dame de Verdun, succédant au chanoine Pierre Camonin. Il est également organiste en résidence à l'Auditorium-Orchestre national de Lyon pour les saions 2013/2014 et 2014/2015.
Considéré comme un instrumentiste et un improvisateur de premier plan, Vincent Warnier mène une carrière internationale de concertiste. Il se produit régulièrement au Japon et dans les principaux pays d'Europe.
Il faut également préciser son attachement à un second métier qu’il mène en parallèle avec le premier : celui de professeur de musique. Professeur agrégé, il a enseigné à l'université de Poitiers, puis au collège Stanislas de Paris. Il est aujourd'hui professeur dans les sections spécialisées en musique du lycée Racine. Il est depuis la rentrée de septembre 2021, professeur d'orgue dans la nouvelle classe ouverte à l'École normale de musique de Paris.
Régulièrement invité sur les ondes de France Musique, il a participé de 2011 à 2013 à l’émission de critique de disques hebdomadaire animée par Benjamin François, Le Jardin des critiques, puis a été chroniqueur dans son émission dominicale Sacrées Musiques. Après avoir été intervenant régulier dans l’émission de Renaud Machart Le Matin des musiciens, il poursuit aujourd’hui cette collaboration dans Le Mitan des musiciens.

## Discographie
La discographie de Vincent Warnier est riche d'une trentaine d'enregistrements allant de Jean-Sébastien Bach à la musique de nos jours : Thierry Escaich, Éric Tanguy, Jacques Lenot. Depuis 2002, ses enregistrements sont publiés chez Intrada.

### Enregistrements les plus récents
- Autour du concerto de Poulenc (Intrada, 2006)

Francis Poulenc : Concerto pour orgue - Jean-Philippe Rameau : extraits des Indes galantes, du Bourgeois gentilhomme et de Dardanus - Daniel Roth : Licht im Dunkel, poème pour orchestre - Jacques Lenot : La Gerusalemme celeste, pour orgue et orchestre (création mondiale, premier enregistrement mondial)
Les Siècles - François-Xavier Roth, direction
Enregistré sur le vif les 28 et 29 avril 2006 en l’église Saint-Étienne-du-Mont (Paris)
- Maurice Duruflé : intégrale de l'œuvre pour orgue (Intrada, 2007)

Enregistré à Saint-Étienne-du-Mont (Paris) du 22 au 24 janvier 2006
- Johann Sebastian Bach : Ultima verba (Intrada, 2008)

Autour des 18 Chorals « de Leipzig » et des Variations canoniques
Enregistré du 12 au 14 septembre 2007 à Masevaux (Haut-Rhin)
- Johann Sebastian Bach : Toccatas et Fugues (Intrada, 2011)

Toccatas et fugues et  Passacaille et Fugue en ut mineur de Bach
Enregistré les 27 et 28 juillet 2009 en l'église Saint-Louis-en-l'Île, à Paris
- Camille Saint-Saëns : Danse macabre (arr. E. Lemare/V. Warnier), Cyprès et Lauriers, Symphonie n° 3 "avec orgue" (Naxos, 2015)

Orchestre national de Lyon, Leonard Slatkin (direction)
Enregistré en novembre 2013 à l'Auditorium Maurice-Ravel de Lyon

## Ouvrage
- Les grands organistes du XXe siècle, écrit avec Renaud Machart, Éditions Buchet-Chastel, 2018